# Varanodon
Varanodon — вимерлий рід амніот з родини Varanopidae. Він досягав довжини приблизно від 1,2 до 1,4 метра. Він жив на початку пізнього пермського періоду.